# Remember the Name
Remember the Name (englisch für „Merk dir den Namen“) ist ein Lied des US-amerikanischen Hip-Hop-Projekts Fort Minor von Linkin-Park-Mitglied Mike Shinoda. Der Song wurde gemeinsam mit der Rapgruppe Styles of Beyond aufgenommen und zusammen mit dem Song Petrified am 4. Oktober 2005 als erste Single des Albums The Rising Tied in den Vereinigten Staaten veröffentlicht.

## Inhalt
| Liedteil   | Künstler               |
| Refrain    | Mike Shinoda           |
| 1. Strophe | Mike Shinoda, Tak, Ryu |
| 2. Strophe | Ryu, Tak, Mike Shinoda |

Auf Remember the Name rappen Mike Shinoda und Styles of Beyond über die Arbeit und Energie, die sie in ihre Lieder investieren und dass man sich an ihre Namen aufgrund ihrer Texte und Musik erinnern soll.

“This is ten percent luck, twenty percent skill

Fifteen percent concentrated power of will

Five percent pleasure, fifty percent pain

And a hundred percent reason to remember the name”

## Produktion
Der Song wurde von Mike Shinoda produziert, der zusammen mit den beiden Styles-of-Beyond-Mitgliedern Ryan Maginn und Takbir Bashir auch als Autor fungierte.

## Musikvideo
Bei dem zu Remember the Name gedrehten Musikvideo führte der US-amerikanische Regisseur Kimo Proudfoot Regie. Auf YouTube verzeichnet das Video über 305 Millionen Aufrufe (Stand März 2023).
Es zeigt Mike Shinoda, Ryan Maginn und Takbir Bashir, die durch eine Bar und ein Tonstudio gehen, während sie den Text rappen und meist von Leuten umgeben sind. Darunter sind Cameoauftritte der Linkin-Park-Mitglieder Chester Bennington, Brad Delson und Rob Bourdon sowie von Holly Brook und Rob Dyrdek.
Zudem wurde ein alternatives Video veröffentlicht, das aus verschiedenen Stuntszenen unbekannter Menschen zusammengeschnitten wurde. Dieses besteht vorrangig aus Szenen vom Basketball, Parkour, Skateboard- und Motorradfahren sowie diversen Sprüngen. Zwischendurch sieht man Mike Shinoda, Ryan Maginn und Takbir Bashir den Text am Mikrofon rappen.

## Single

### Covergestaltung
Das Singlecover zu Petrified/Remember the Name ist schlicht gehalten und zeigt das Logo von Fort Minor – ein F und ein M mit drei Sternen – in Weiß auf schwarzem Grund.

### Titelliste
1. Petrified (Non-PA) – 3:40
2. Petrified – 3:40
3. Petrified (Instrumental) – 3:40
4. Remember the Name (Amended Version) (feat. Styles of Beyond) – 3:50
5. Remember the Name (feat. Styles of Beyond) – 3:50
6. Remember the Name (Instrumental) – 3:50

### Chartplatzierungen
Remember the Name stieg erst am 30. September 2006 auf Platz 66 in die US-amerikanischen Charts ein und hielt sich sechs Wochen lang in den Top 100. Da die Single nur in den Vereinigten Staaten veröffentlicht wurde, konnte sie sich in anderen Ländern nicht in den Charts platzieren.
| ChartsChartplatzierungen       | Höchstplatzierung | Wochen |
| ------------------------------ | ----------------- | ------ |
| Vereinigte Staaten (Billboard) | 66 (6 Wo.)        | 6      |

### Auszeichnungen für Musikverkäufe
Remember the Name wurde 2018 für mehr als vier Millionen verkaufte Einheiten in den Vereinigten Staaten mit vierfach Platin ausgezeichnet. Im Vereinigten Königreich erhielt der Song 2017 für über 200.000 Verkäufe eine Silberne Schallplatte. Damit ist es der kommerziell erfolgreichste Song von Fort Minor.

| Land/Region                  | Auszeichnungen für Musikverkäufe (Land/Region, Auszeichnung, Verkäufe) | Verkäufe  |
| ---------------------------- | ---------------------------------------------------------------------- | --------- |
| Dänemark (IFPI)              | Gold                                                                   | 45.000    |
| Neuseeland (RMNZ)            | 2× Platin                                                              | 60.000    |
| Vereinigte Staaten (RIAA)    | 4× Platin                                                              | 4.000.000 |
| Vereinigtes Königreich (BPI) | Silber                                                                 | 200.000   |
| Insgesamt                    | 1× Silber · 1× Gold · 6× Platin ·                                      | 4.305.000 |